# Campeonato Espanhol de Voleibol Masculino
O  Campeonato Espanhol de Voleibol Masculino  é a principal competição de clubes de voleibol masculino da Espanha. O torneio, chamado atualmente de Superliga, das duas primeiras divisões (Superliga e Superliga 2), é organizado pela Real Federação Espanhola de Voleibol (RFEVB).